# Jos LeDuc
Jos LeDuc, pseudonimo di Michel Pigeon (Montréal, 31 agosto 1944 – Atlanta, 1º maggio 1999), è stato un wrestler canadese.
In carriera, vinse 32 cinture (15 titoli singoli e 17 di coppia).

## Carriera
Interpretando la gimmick del boscaiolo, esordì nella Stampede Wrestling insieme al fratello nella kayfabe, Paul LeDuc. La coppia conquistò diversi titoli nella zona di Montreal, dove ebbe una lunga rivalità con la famiglia Rougeau, e in Florida, dove i "fratelli" LeDuc conquistarono l'NWA Florida Tag Team Championship. Quando un infortunio pose fine alla carriera di Paul, Jos LeDuc si diede alla competizione singola e restò coinvolto in un feud con Dusty Rhodes. LeDuc si spostò quindi nel Tennessee, dove intraprese un'aspra rivalità con Jerry Lawler, al quale ruppe veramente una gamba durante un match, gettandolo dal ring sul tavolo dei commentatori.
LeDuc passò svariati anni tra Florida e Tennessee, conquistando titoli in entrambi i territori sia nella divisione singola sia in quella tag team. Trascorse anche qualche periodo in tournée in Giappone e Nuova Zelanda. Una delle storyline più celebri della quale fu protagonista fu quella che coinvolse il suo manager Oliver Humperdink, che LeDuc accusò di avergli rubato del denaro. Questo portò a un feud nel quale LeDuc vinse l'NWA Television Championship da uno dei protetti di Humperdink. LeDuc continuò a dividersi tra combattimenti singoli e di coppia, per poi riesumare la sua rivalità con Lawler in Tennessee. Verso fine carriera lottò anche a Porto Rico ed ebbe un breve stint nella World Wrestling Federation dove lottò utilizzando il ring name "The Headbanger Butcher".

### World Wrestling Federation (1988)
LeDuc esordì nella World Wrestling Federation il 19 marzo 1988, sconfiggendo Brady Boone in un dark match a WWF Superstars. Il 22 aprile lottò nel suo primo house show WWF sconfiggendo Jose Luis Rivera a White Plains, New York. Il 9 maggio durante uno show in Canada, LeDuc prese Frenchy Martin come suo manager. Il 4 luglio (in un match pre-registrato il 21 giugno a Glens Falls, New York), debuttò come "The Headbanger Butcher" a WWF Prime Time Wrestling. Perse contro Brian Costello per squalifica dopo che si era rifiutato di smettere di dare testate al suo avversario. Il 16 luglio a Landover, fu sconfitto da Sam Houston. Lottò il suo ultimo match in WWF il giorno dopo, perdendo nuovamente con Houston a Hershey, sebbene avesse avuto un incontro con Tito Santana trasmesso in televisione il 25 luglio seguente a Prime Time Wrestling, ma registrato tempo prima. Perse per schienamento anche contro Santana.

## Titoli e riconoscimenti
- Championship Wrestling from Florida
  - NWA Florida Heavyweight Championship (3)[6]
  - NWA Florida Tag Team Championship (1) – con Paul LeDuc[7]
  - NWA Southern Heavyweight Championship (Florida version) (1)[8]
  - NWA United States Tag Team Championship (Florida version) (3) – con Thor the Viking (1), Pak Song (1), e Don Muraco[9]
- Grand Prix Wrestling (Montreal)
  - Grand Prix Tag Team Championship (2 ) – con Paul LeDuc[3]
- International Wrestling Association (Montreal)
  - IWA International Heavyweight Championship (1)[10]
  - IWA International Tag Team Championship (1) – con Tony Baillargeon[11]
- Mid-Atlantic Championship Wrestling
  - NWA Television Championship (2)[12]
- NWA Mid-America – Continental Wrestling Association
  - AWA Southern Heavyweight Championship (2)
  - AWA Southern Tag Team Championship (1) – con Jerry Lawler[13][14]
  - NWA Southern Tag Team Championship (Mid-America version) (1) – con Jean Louie[13]
- NWA New Zealand
  - NWA British Commonwealth Heavyweight Championship (New Zealand version) (2)[15]
- Southeastern Championship Wrestling
  - NWA Alabama Heavyweight Championship (1)[16]
  - NWA Southeastern Heavyweight Championship (Northern Division) (6)[17]
  - NWA Southeastern Tag Team Championship (5) – con Bob Armstrong (2) e Robert Fuller (3)[18]
- Stampede Wrestling
  - NWA International Tag Team Championship (Calgary version) (1) – con Paul LeDuc[19]
- United States Wrestling Association
  - Memphis Wrestling Hall of Fame (Classe del 1995)[20]
- World Wrestling Council
  - WWC North American Heavyweight Championship (1)[21]